# Chimediin Saikhanbileg
Chimediin Saikhanbileg (in mongolo Чимэдийн Сайханбилэг; 17 febbraio 1969) è un politico mongolo.
Dal novembre 2014 al luglio 2016 è il Primo ministro della Mongolia.